# Calliergon ochraceum
Calliergon ochraceum là một loài rêu trong họ Amblystegiaceae. Loài này được Turner ex Wilson Kindb. mô tả khoa học đầu tiên năm 1897.